# 大厂镇 (南丹县)
大厂镇，是中华人民共和国广西壮族自治区河池市南丹县下辖的一个乡镇级行政单位。

## 行政区划
大厂镇下辖以下地区：
铜坑社区、长坡社区、巴里社区、同车江社区、官山村、翁乐村、杨州村、南胃村、龙更村、龙藏村和大厂村。